# Printemps à Paris
Pour plus de détails, voir Fiche technique et Distribution.
Printemps à Paris est un film français réalisé par Jean-Claude Roy et sorti en 1957.

## Synopsis
Gentille petite provinciale venue visiter Paris, Gisèle rencontre l'aimable Pierre qui se propose de lui faire visiter la capitale. Jouant à cache-cache dans le Paris by-night, ils se retrouvent pour ne plus se quitter.

## Fiche technique
- Réalisation : Jean-Claude Roy
- Scénario et Adaptation : Jean-Claude Roy
- Dialogue : Jean Girault
- Assistant réalisateur : Michel Mitrani, Dany Fog
- Superviseur : Maurice Cam
- Images : Pierre Dolley
- Musique : Francis Lopez
- Chansons : Charles Trenet
- Décors : Henry Schmitt
- Montage : Jacques Mavel
- Son : Jean Bonnafoux
- Maquillage : Reine Thomas
- Régisseur : Marc Hélin
- Production : Giméno-Philips-Films
- Chef de production : Alphonse Gimeno, Gloria Philips
- Directeur de production : Linette Philips
- Distribution : Astoria
- Tournage du 4 au 31 juillet 1956
- Pays :  France
- * Format : Couleur - 2,35:1 - 35 mm - son mono
- Genre : Comédie
- Durée : 85 minutes
- Pellicule 35 mm, couleur par Agfacolor - Dyaliscope
- Première présentation : 8 mars 1957

## Distribution
- Christine Carrère : Gisèle, la petite provinciale
- Philippe Nicaud : Pierre, le Parisien
- Jean Tissier :
- Sacha Briquet : le pickpocket
- Jim Gérald :
- Paul Demange :
- Mona Goya :
- Henri Salvador :
- Zappy Max : lui-même
- Charles Trenet : lui-même
- Jean Droze :
- Dominique Boschero :
- Geneviève Gallien :
- Laure Guénaud :
- Ginou Garcia :
- Claude Mauduy :
- Raymond Maufras :
- Viviane Arlan :
- Yvette Guy :
- Pierre Repp :
- Micheline Dax :
- André Gabriello :
- Jean Balthazar :
- Sophie Mallet : la bonne
- Luis Mariano
- Marie-Blanche Vergne
- Le ballet des Naturistes
- Le French cancan du Moulin Rouge
- L'orchestre Maxim Saury
- Bill Coleman et les danseurs du Caveau de la Huchette :
- Le trio Raisner
- L'orchestre Tomas et ses Merry Boys
- Le trio Pigall's
- Les Denivells